# 부양신탁
부양신탁이란 미성년 자녀의 양육과 보호를 위하여 미성년 자녀를 수익자로 하여 설정되는 신탁을 말한다. 부양신탁은 신탁관리인이 수혜자의 지원, 건강, 생계유지, 또는 교육을 위한 금융지원의 제한적 분배를 하도록 안내하고, 그 지원을 방해하는 정도로까지 채무자에 의해 방해받지 않는다.

## 참고 문헌
- 신탁제도를 통한 미성년자 보호에 관한 연구, 정소민
- 미국 신탁법에 관한 연구
- 박종찬, “미국신탁법에 관한 연구”, 『강원법학』 제18호, 2004. 6.
- 명순구, 현대미국신탁법, 세창출판사, 2005 ISBN 9788984111240
- 임채웅 역, 미국신탁법 : 유언과 신탁에 대한 새로운 이해, 박영사, 2011  ISBN 9788964546284